# Mobilier urbain
Pour les articles homonymes, voir mobilier et urbain.

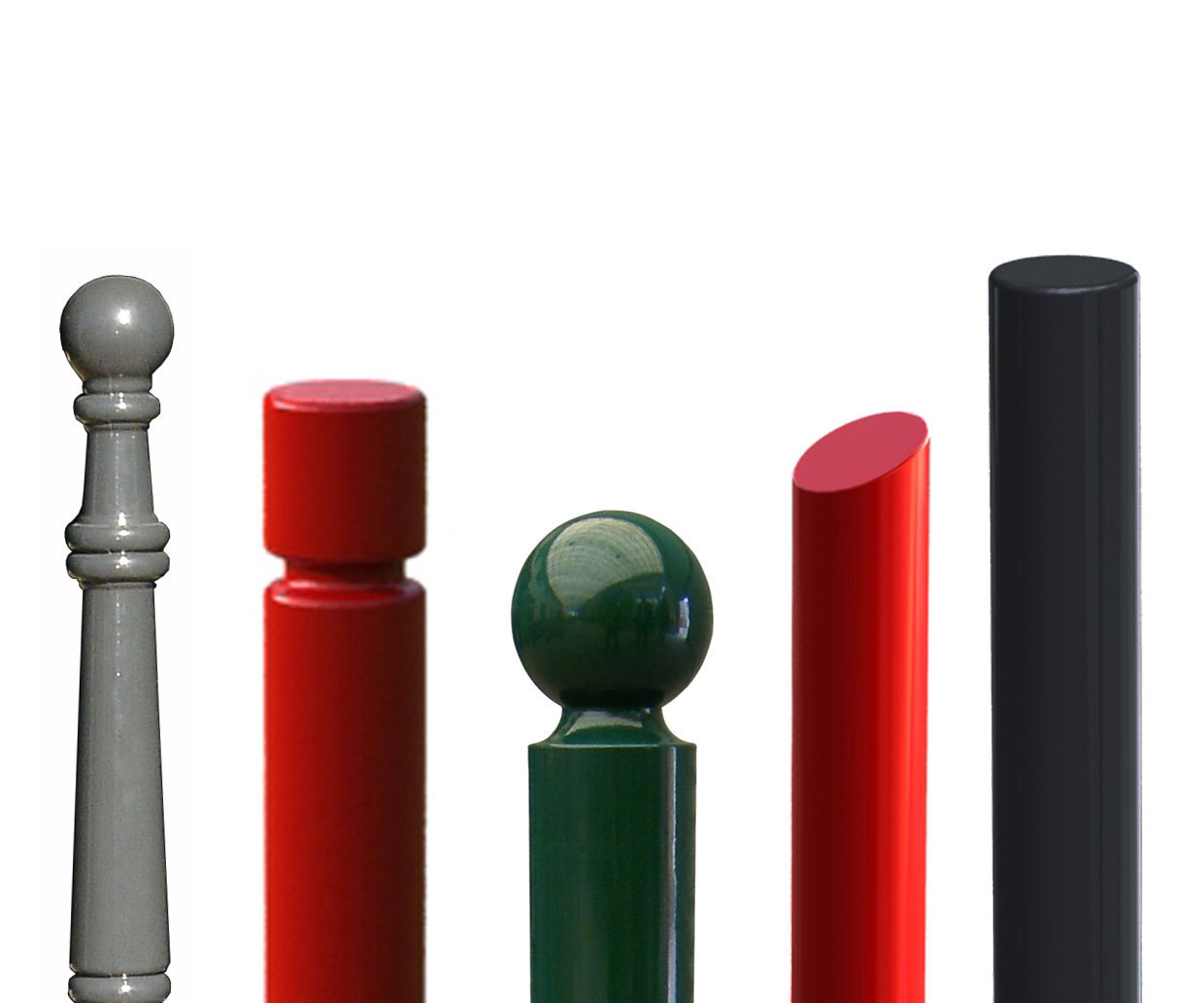
Potelets de ville.

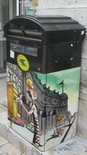
Intégration Boîte aux Lettres - Angoulême Capitale de la BD.

Le mobilier urbain est, selon une expression contemporaine, une notion englobant tous les objets qui sont installés dans l’espace public d’une ville pour répondre aux besoins des usagers.

## Notions de base

### Définition
Des auteurs définissent le mobilier urbain ainsi : « Ensemble des objets ou dispositifs publics ou privés installés dans l'espace public et liés à une fonction ou à un service offert par la collectivité ».
Il peut donc aussi bien s’agir :
- de mobilier de repos (banc, banc public, banquette, siège, table),
- d’objets contribuant à la propreté de la ville (poubelles, corbeilles, sanitaires publics),
- de boites aux lettres publiques,
- d'équipements d’éclairage public (réverbère, candélabres),
- de matériels d’information et de communication (kiosques à journaux, mâts et colonnes porte-affiches, colonnes Morris, plaques de rues, affichage d’informations municipales ou culturelles, tables d’orientation, cabines téléphoniques),
- de jeux pour enfants,
- d'équipement pour les sports urbains (panneaux de basket, buts, Street workout)
- d’objets utiles à la circulation des véhicules ou à la limitation de celle-ci (potelets, barrières, bornes, horodateurs, range-vélos),
- de grilles, tuteurs et corsets d’arbres, de bacs à fleurs,
- de barrières de police (dites « barrières de foule »)[2] notamment destinées à soutenir les plans vigipirate,
- de points d'eau (fontaine Wallace),
- d'édicules d'accès aux stations de métro (édicule Guimard à Paris),
- d'aubettes : des abris destinés aux usagers des transports en commun[3].

### Évolution du concept

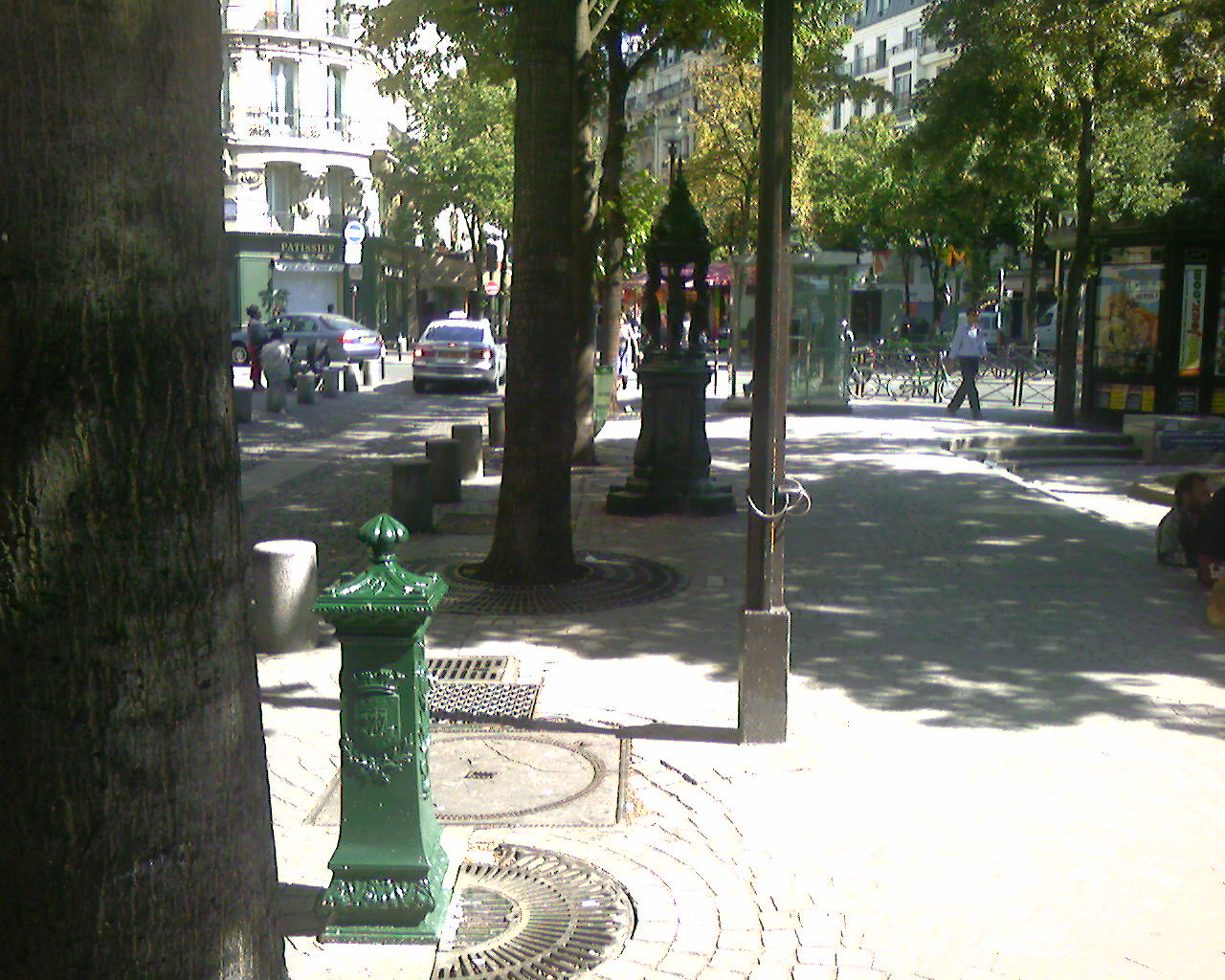
Deux fontaines Wallace à Paris.

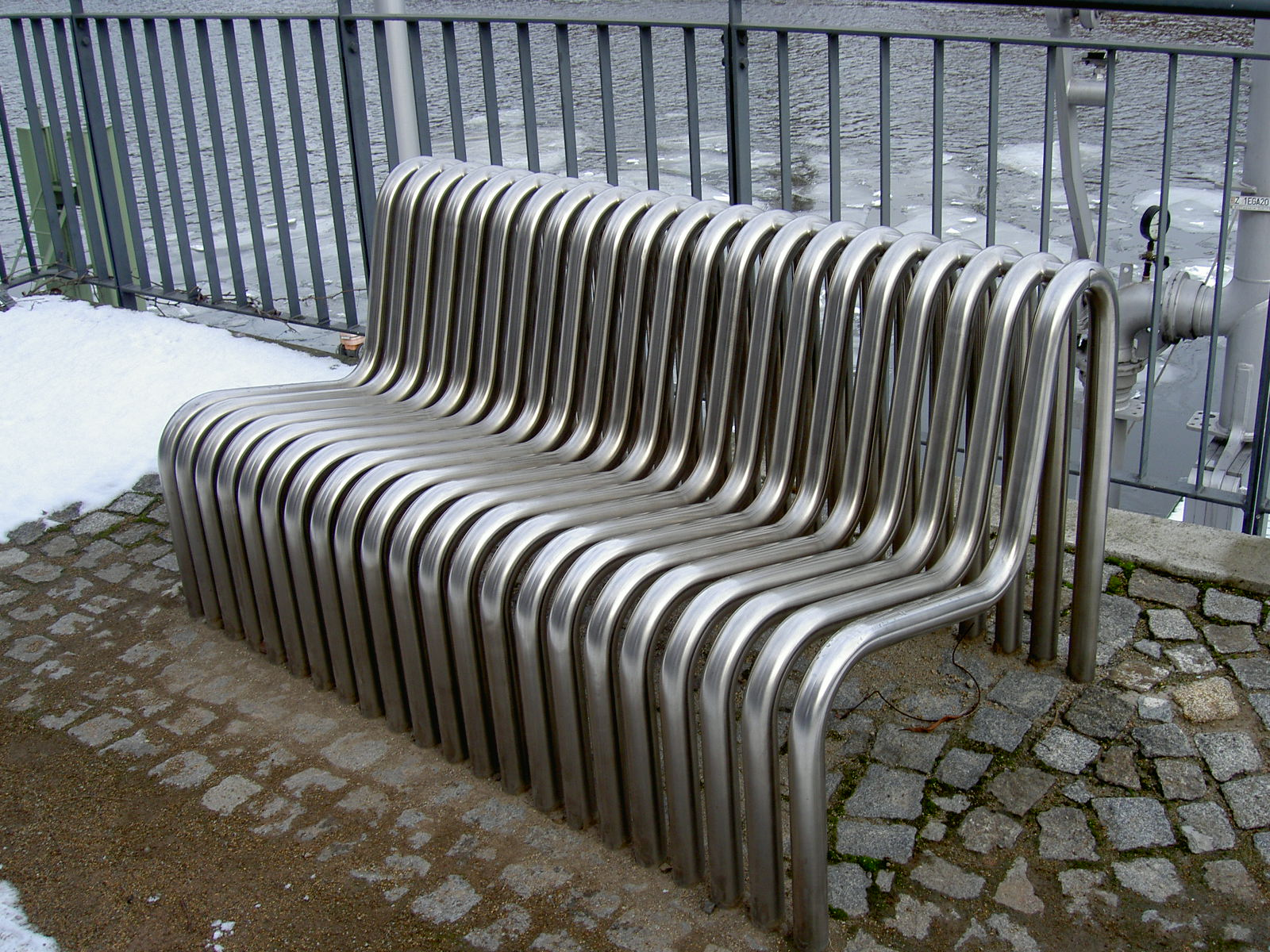
Bancs de Ayşe Erkmen sur les berges de la rivière Spree à Berlin.

- Les équipements légers de la voirie se développent au XIXe siècle et sont en particulier codifiés et harmonisés par l'urbanisme haussmannien (vespasiennes, candélabres, réverbères, aubettes ou kiosques, grilles d'arbre, sorties de métro...) sans que le terme de « mobilier urbain » soit utilisé.

Le style est inspiré librement du végétal avec une prééminence du fer forgé ou de la fonte moulée, adaptée aux reproductions naturalistes. La couleur verte unifie le mobilier de la ville et marque l'importance des jardins dans sa conception. Ce mobilier végétalisé s'harmonise avec les avenues plantées qui sillonnent la ville.
- L'expression « mobilier urbain » émerge à partir des années 1960. Son apparition révèle une première réaction devant l'accumulation hétéroclite des constructions et objets fonctionnels dans l'espace public. Dès lors, le terme désigne une volonté d'harmonisation globale de ces objets et de l'espace public. Il reflète aussi l'émergence d'un marché spécifique d'objets harmonisés — ou tout au moins proposés — par un même fabricant.

C'est la naissance des lignes de mobilier urbain et du design de mobilier urbain. C'est aussi l'apparition des premières réglementations communales sur le mobilier urbain et des concessions pour la fourniture et l'entretien du mobilier urbain.
- L'absence de politique cohérente, la multiplicité des décideurs ont créé une complexité illisible dans l'aménagement urbain. Aujourd’hui, les aménageurs tentent de faire disparaître les objets au profit de la création d’un espace. Cette tentative louable, qui veut combiner réflexion préalable et vision globale du problème, ne doit pas occulter la nécessité de concevoir des cahiers des charges précis pour les fabricants.

- L'expression « mobilier urbain » est soumise aujourd'hui à controverse, parce que l'expression « est utilisée par analogie pour désigner des objets légers et déplaçables, mais non mobiles », écrivent Pierre Merlin et Françoise Choay[4]. C'est pourquoi certains lui préfèrent le terme de « composants urbains »[5].

## Contraintes et solutions
L’aménagement de nos zones urbaines est un processus relativement complexe, car il devra satisfaire l’ensemble des acteurs de la vie communale. Les citoyens ont des besoins et des demandes qu’il faut prendre en compte, et qui ne sont pas toujours compatibles avec les impératifs des décideurs. De même, les différents décideurs communaux prêtent souvent plus d’attention aux valeurs de coût, de robustesse, et de résistance dans le temps, en oubliant de prendre en compte des considérations plus sociales, et en omettant d’intégrer avec cohérence le mobilier dans son environnement. Le travail des aménageurs et des concepteurs contribue donc activement à tenter de développer, en collaboration avec les municipalités, des projets globaux et réfléchis, qui prennent en compte ces importants principes.

### Besoins et demandes des citoyens

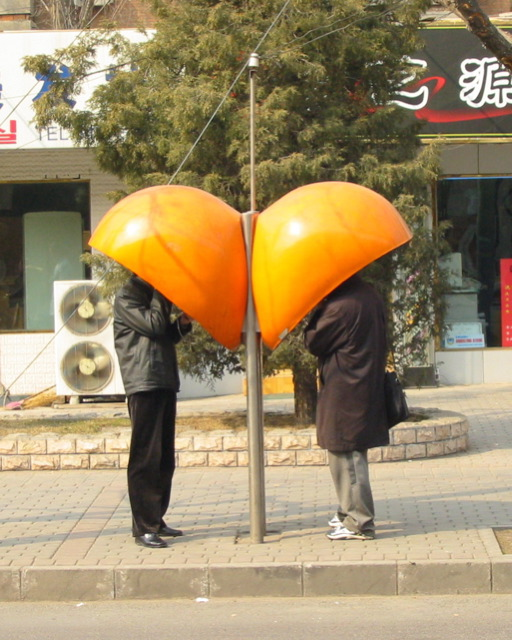
Cabines téléphoniques à Pékin.

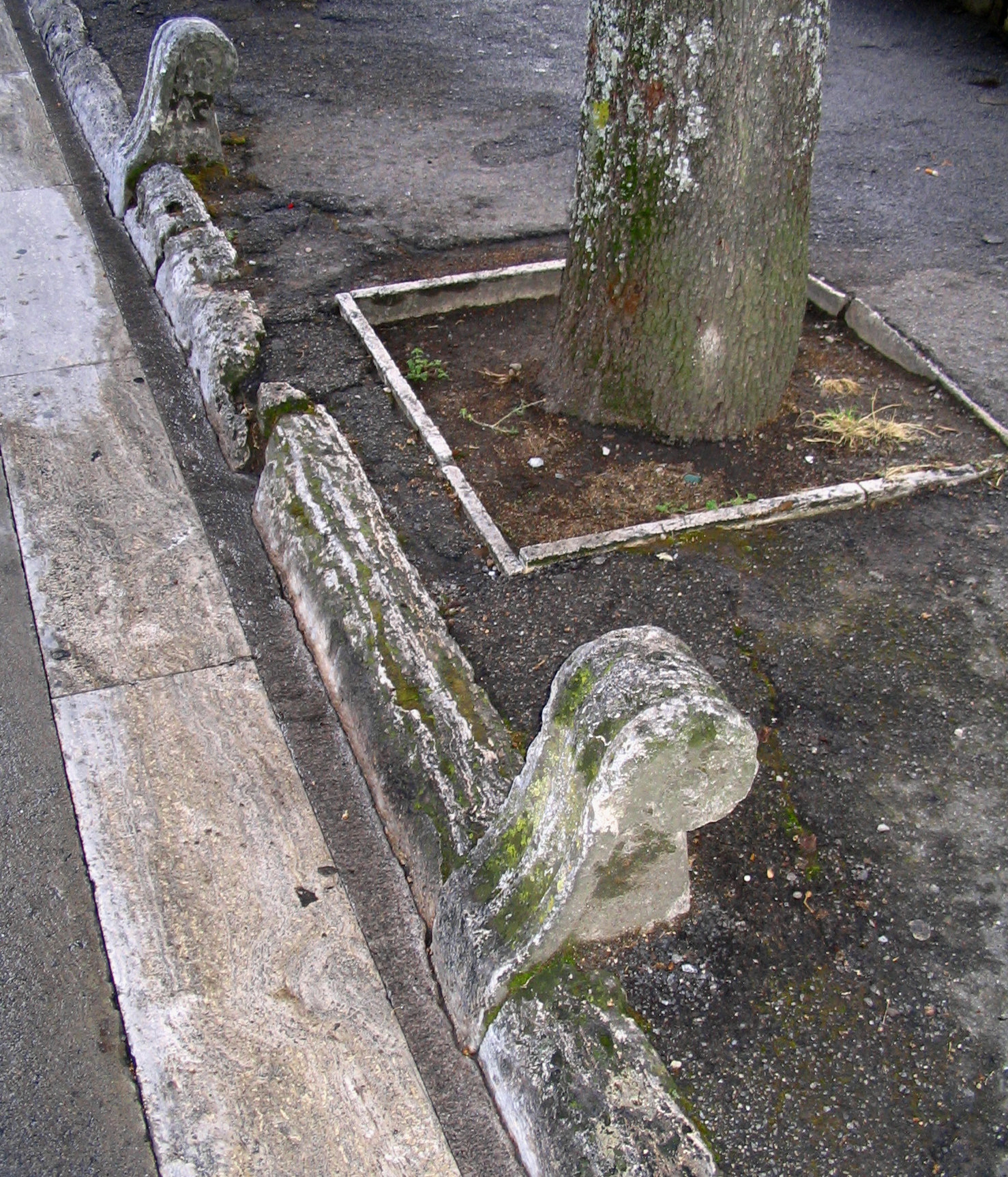
Protection contre le stationnement sauvage en secteur historique - Montepulciano - Italie.

C’est bien sûr avant tout les besoins des utilisateurs qu’il faut chercher à combler lors de la création de mobilier urbain ou de l’aménagement d’une zone urbaine. Car ce sont eux qui le côtoieront et l’utiliseront dans leur vie quotidienne. D'où la popularité croissante du mobilier urbain qui est fabriqué à partir de matériaux issus du recyclage. En fait, l'écologie gagne continuellement du terrain parmi les préoccupations des gens, selon Ipsos[réf. nécessaire].

#### Fonctionnalité
Tout d’abord, il faut tenir compte des fonctions à donner à l’objet et les contraintes qui en découlent, comme les matériaux à utiliser ou ses dimensions et encombrement. Certains objets auront un rôle de signalétique et des couleurs et formes particulières permettront de le repérer, tandis que d’autres devront permettre le repos ou l’attente. Les besoins des citoyens sont nombreux, tout comme les solutions. Rien n’empêche non plus de donner plusieurs fonctions à un seul objet. Il s’agit donc d’étudier en détail l’ensemble des services à rendre aux différents utilisateurs.

#### Convivialité
Bien plus que répondre à des besoins purement fonctionnels, l’aménagement des zones urbaines tente de réaliser le souhait urgent de faire réapparaître dans les villes une vie sociale en dehors du chez soi. En rendant à l’espace public la dignité, la qualité qu’il avait perdues, on lui attribue le rôle essentiel de lieu d’échanges, de rencontres, et de loisirs. L’espace public appartient aux citoyens, qui doivent y trouver leur place. On veillera donc à créer des lieux conviviaux, uniques et originaux, au sein desquels les habitants de la ville aimeront se retrouver, pour discuter, faire des rencontres, jouer, découvrir… C’est le véritable enjeu social de l’aménagement urbain.

#### Repousser les personnes sans domicile fixe
En France, c'est à partir des années 2000 qu'a commencé un nouveau phénomène importé de New York dans le cadre des politiques de prévention situationnelle : « À Paris, s'asseoir dans un parc ne pose aucun souci… pour un promeneur bien mis. Mais pas question pour un sans-abri de s'abriter sous un porche ou de s'étendre quelques instants sur un banc. Un message qui n'est pas facile à dire mais qu'il est aisé de faire passer grâce à un mobilier spécialement pensé… Barres ou piques métalliques, cactus… le mobilier urbain s'équipe de tout un arsenal d'options qui visent à chasser les SDF des trottoirs, porches et autres devantures ». En langue anglaise, ces dispositifs sont nommés "Anti sit/lie" (anti assis/couché), dispositifs inspirés des théories CPTED.

### Contraintes pour les municipalités

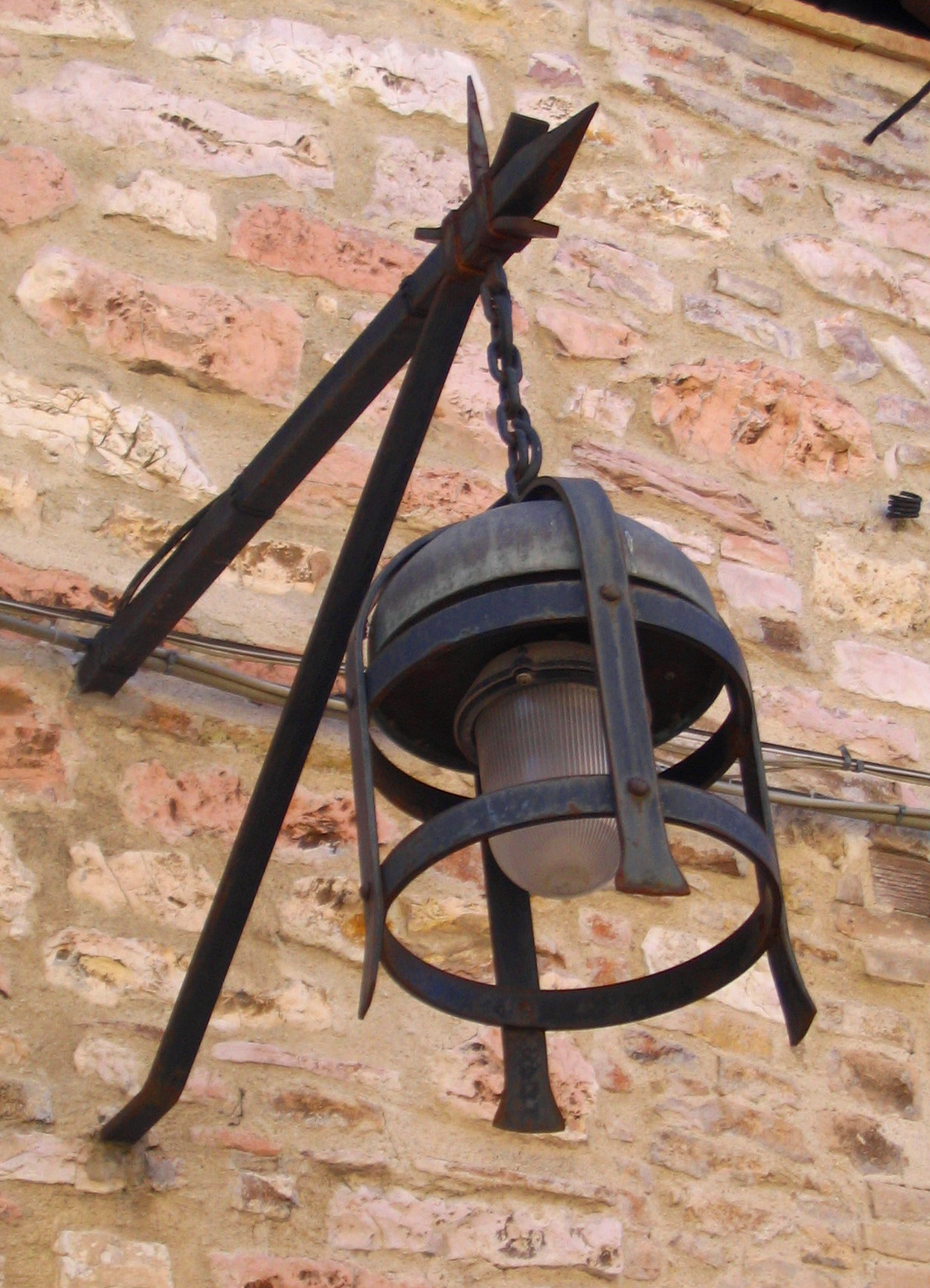
Lampadaire en secteur médiéval, Assise, Italie.

#### Coût
Le coût global d’une pièce de mobilier urbain est un important facteur de choix.
À son coût d'achat s'ajoute celui des aménagements nécessaires à son installation, des interventions à effectuer sur les réseaux, et des coûts d'exploitation (consommation électrique, eau.).
Un potelet de protection contre le stationnement installé revient à 150 euros, un feu tricolore à 15 000 euros. Une analyse fine du besoin et de l'implantation peut amener à de substantielles économies en éliminant les redondances.

#### Résistance
Le bon sens laisserait à penser qu'un objet résistant devra être remplacé moins vite. On constate cependant que l'excessive médiatisation des aménagements urbains, amplifiée par la pression des aménageurs, conduit à remplacer des mobiliers avant qu'ils ne soient détériorés.
L'importance de la résistance aux chocs, au vandalisme (feu, casse, graffitis, rayures), et au nettoyage (jets sous pression, solvants), doit être relativisée. L'accent sera plutôt mis sur la facilité d'entretien ou de réparation du mobilier, fonction du climat et la fréquentation du lieu d’implantation.

#### Image de la ville
Les espaces urbains sont la vitrine de la ville, le reflet de son dynamisme et de son identité. Les décideurs sont tout à fait conscients de l’enjeu politico-économique que représente l’aménagement des zones collectives.
Une tendance actuelle à l'aménagement durable se dégage cependant dans certaines municipalités plus novatrices, privilégiant les aménagements naturels et économes en entretien.
Dans le même esprit, des éclairages urbains spécialement câblés (système bi-puissance) permettent un éclairage différencié selon les heures de la nuit.

### Réponses et principes des aménageurs urbains

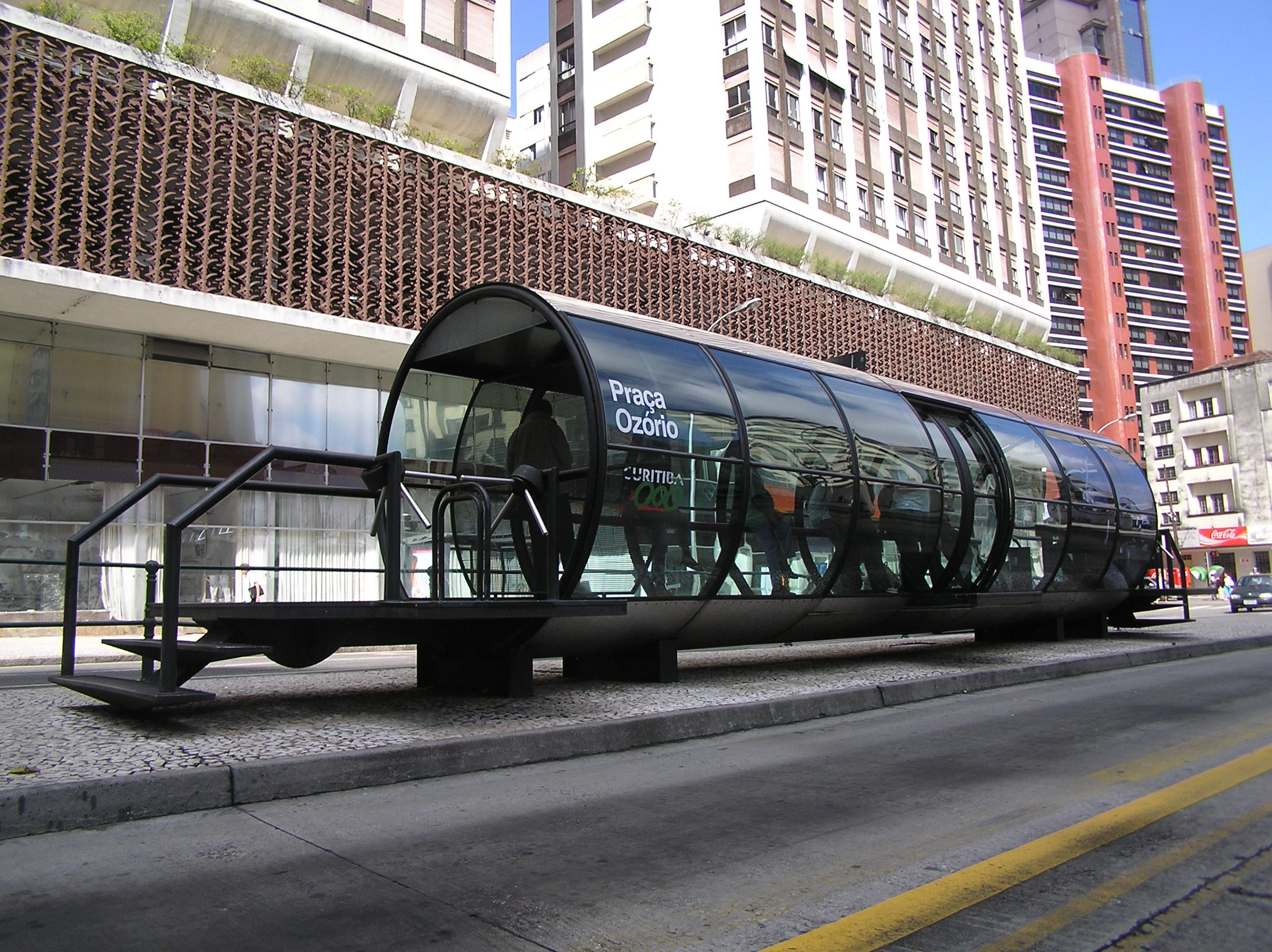
Aubette à Curitiba, au Brésil.

Les aménageurs et concepteurs n’imposent pas de règles particulières à suivre pour aménager un espace. Ils insistent tout de même sur un certain nombre de principes à suivre pour éviter les erreurs trop souvent commises par les décideurs qui agissent sans collaboration avec des professionnels de l’aménagement.

#### Un projet global
Pour éviter la surabondance des objets, qui mène trop souvent à un fouillis illisible où personne ne se retrouve, il faut mener une étude et un projet réfléchis, qui prennent en compte l’ensemble de la zone à réaménager et toutes les fonctions à lui assigner. C’est donc un espace qu’il s’agit de créer, en mettant en relation des objets dont les fonctions sont diverses. Pour y parvenir, on définit le rôle exact des différents espaces, de liaison, de centralité, de représentativité, ou encore de monumentalité. L’ensemble des décisions peut être repris dans une charte qui définira les orientations stratégiques sur l’ensemble de la ville, et qui contiendra des plans établissant le statut des espaces et le rôle qu’ils jouent, des caractéristiques demandées pour le mobilier urbain, ou encore un cahier d’implantation des objets, pour éviter leur éparpillement.

#### Intégration

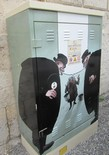
Intégration Habibulle Poste Détente Gaz - Ville d'Angoulême Capitale de la BD.

Un certain nombre de décisions indispensables doivent également être prises par les décideurs pour garantir l’homogénéité des formes, couleurs, et matériaux du mobilier pour leur intégration dans l’environnement. « La conception fonctionnaliste, qui définit l’espace urbain comme le support d’activités associé à un découpage de compétences et des territoires administratifs, a généré une superposition chaotique d’objets d’origine diverse […] Cette multiplication incontrôlée perturbe la lisibilité de l’espace, fait obstacle aux déplacements et au regard, et devient une nouvelle forme de pollution urbaine » Pour une bonne intégration, les aménageurs rechercheront des similitudes entre les différents produits (matériaux, procédés de mise en forme, structures…), ou au contraire, recourront aux contrastes. Ils pourront choisir de prolonger l’architecture existante, ou de se situer à l’opposé, pour souligner les qualités respectives du mobilier et de son environnement, toujours dans le but de parvenir à une perception cohérente de la ville.
Certaines entreprises se sont spécialisés dans l'habillage du mobilier urbain (poste détente gaz, boîtes aux lettres, conteneurs à déchets, coffrets EDF…). Cet habillage facilite l'intégration du mobilier urbain et permet également la réhabilitation du mobilier urbain existant.

## Dans la culture populaire
Les chaises Bleues alignées de Nice inspirent les photographes.

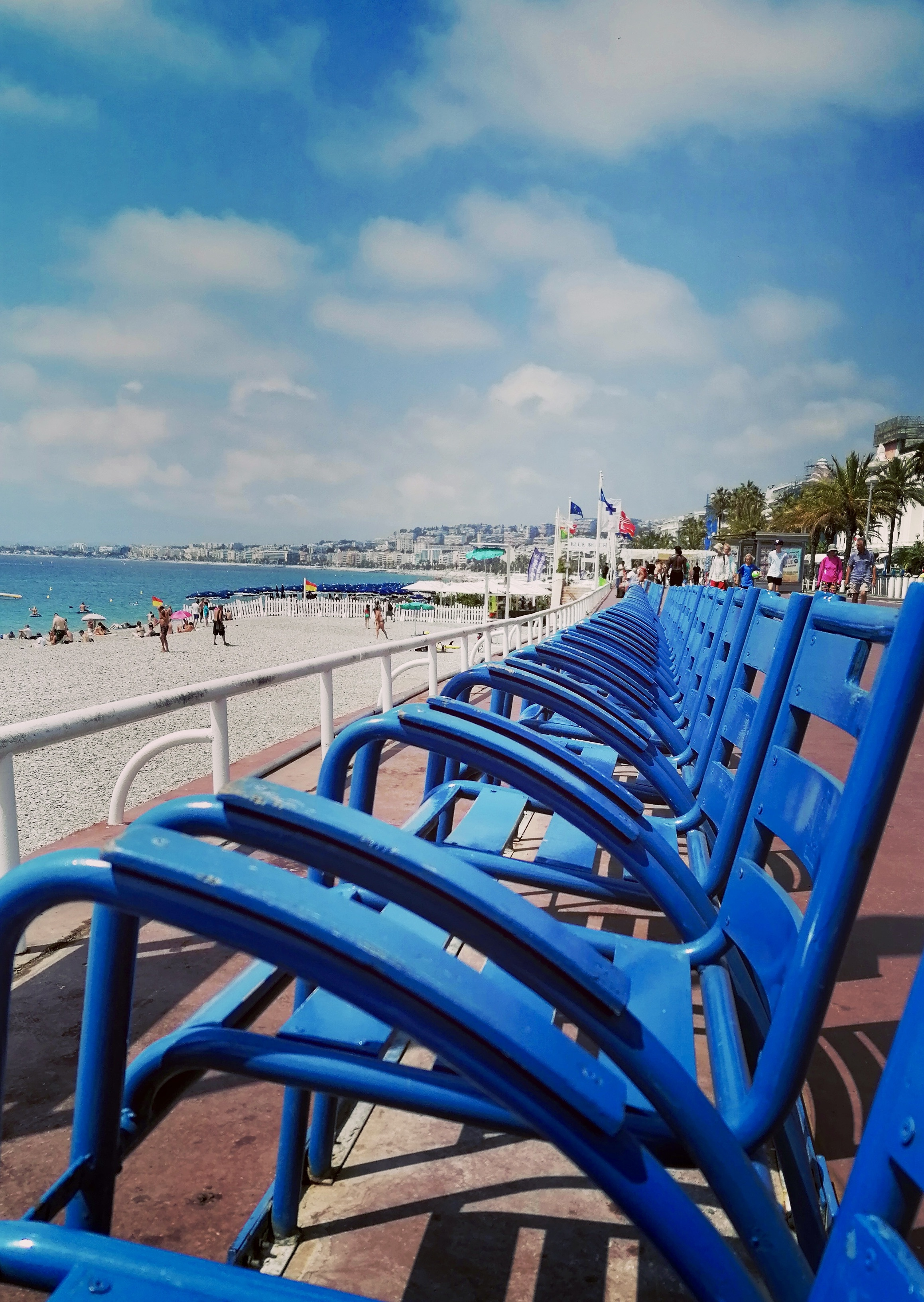
Chaises Bleues de la promenade des Anglais à Nice